# Zwitkowe
Zwitkowe (ukrainisch Цвіткове; russisch Цветково Zwetkowo) ist eine Siedlung städtischen Typs in der ukrainischen Oblast Tscherkassy mit etwa 1200 Einwohnern.

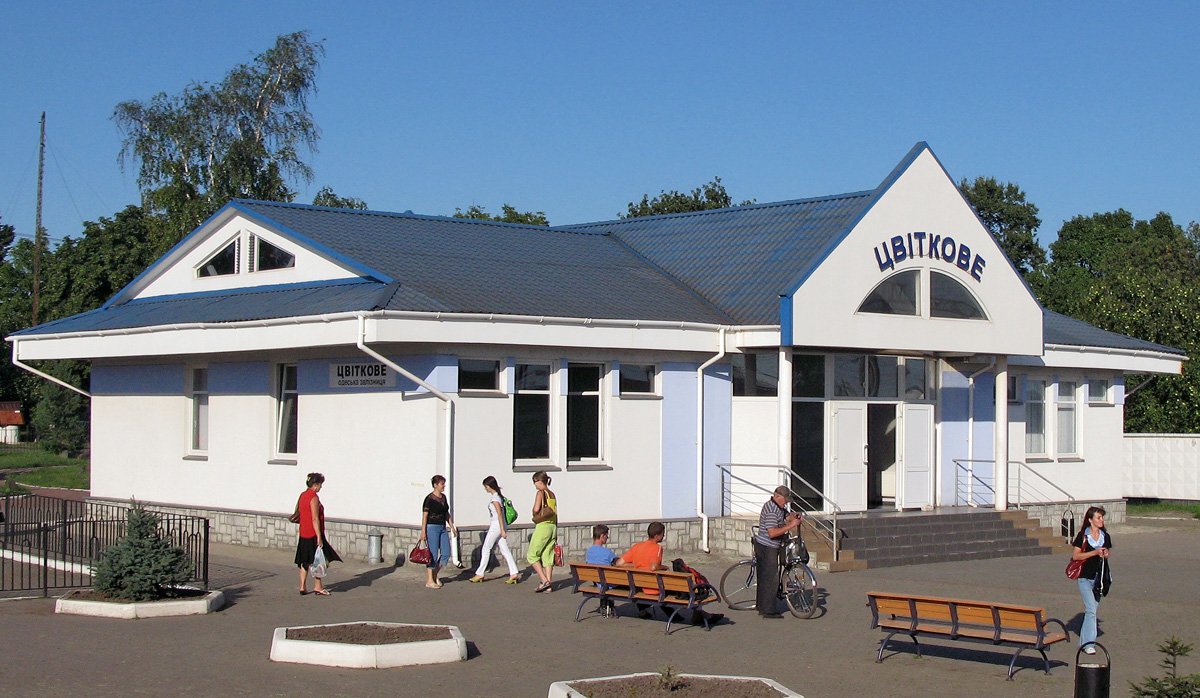
Bahnhof im Ort

Das 1876 gegründete Dorf ist ein Eisenbahnknotenpunkt 61 km südwestlich vom Oblastzentrum Tscherkassy und 21 km südlich vom ehemaligen Rajonzentrum Horodyschtsche. 1961 erhielt die Ortschaft den Status einer Siedlung städtischen Typs.
Am 12. Juni 2020 wurde die Siedlung ein Teil der neugegründeten Stadtgemeinde Horodyschtsche, bis dahin bildete sie die gleichnamige Siedlungsratsgemeinde Zwitkowe (Цвітківська селищна рада/Zwitkiwska selyschtschna rada) im Süden des Rajons Horodyschtsche.
Am 17. Juli 2020 kam es im Zuge einer großen Rajonsreform zum Anschluss des Rajonsgebietes an den Rajon Tscherkassy.